# Burj al Arab
Das Burj al Arab (arabisch برج العرب, DMG burǧ al-ʿarab, Burdsch al-ʿArab, deutsch: „Turm der Araber“) ist ein Hotel in der emiratischen Stadt Dubai. Mit einer Höhe von 321 Metern ist es eines der höchsten Hotelgebäude der Welt und mit der markanten segelförmigen Kubatur sowie der ausgesetzten Lage ein Wahrzeichen der Stadt und gilt darüber hinaus als eines der luxuriösesten und teuersten Hotels der Welt.
Betreiber des Hotels ist die Jumeirah Group, die ebenfalls das benachbarte Jumeirah Beach Hotel, die Emirates Towers sowie unter anderem das Bab al Shams in Dubai unterhalten. Außerdem besitzt die Gruppe weitere Anlagen in London und New York.

## Entwurf und Bau

Das Logo des Burj al Arab

Der Entwurf stammt von Tom Wright, einem Mitarbeiter von Atkins Middle East. Ausdrücklicher Wunsch der Bauherren war es, eine Architekturikone zu schaffen, die ein Identifikationsmerkmal für Dubai wird. Der Entwurf hat die Form des Segels einer modernen Yacht und soll die Vergangenheit als Seehandelszentrum sowie die Zukunftsorientierung Dubais symbolisieren.

Blick von unten

Blick vom Strand

Zur Realisierung des Baus gründeten die Firmen Murray & Roberts und Al Habtoor Engineering Enterprises ein Joint Venture. Mit dem Bau wurde 1994 begonnen; zunächst wurden rund zwei Jahre benötigt, um die künstliche Insel belastungsfest anzulegen, der eigentliche Bau dauerte bis 1999.
Das Hotel ist bis zur Spitze mit seiner Höhe von 321,25 Metern etwas niedriger als der Eiffelturm (324 Meter) und nur 60 Meter niedriger als das Empire State Building bis zum Dach (381 Meter), allerdings 122 Meter niedriger als dieses insgesamt (443,3 Meter). Seine Stützpfähle gehen bis zu 45 Meter unter den Meeresgrund, um eine sichere Gründung zu gewährleisten. Für das eigentliche Gebäude wurden 70.000 Kubikmeter Beton, 43.000 Quadratmeter Glas, 9.000 Tonnen Stahl, 13.000 Kubikmeter Carrara-Marmor, 12.000 Kubikmeter brasilianischer Granit, 32.000 Kubikmeter italienisches Mosaik und 8.000 Quadratmeter Blattgold verwendet.
Ursprünglich war geplant, das Hotel direkt an der Küste und nicht auf einer künstlichen Insel davor zu bauen, dieser Plan wurde aber verworfen, weil das Gebäude einen zu großen Schatten auf den Strand geworfen hätte.
Die Insel selbst wird an ihren 1:1,33 geneigten Böschungen durch ein Hohldeckwerk gegen brechende Meereswellen mit Höhen bis zu 8,8 m geschützt. In diesem Fall besteht die durchströmbare Hohlstruktur aus regelmäßig verlegten Beton-Hohlwürfeln mit einer Kantenlänge von 1,3 Meter und Einzelmassen von etwa 2 Tonnen.
Das Design des Turmes in Form eines Segels wird durch den im 28. Stock zur Landseite angebrachten Hubschrauberlandeplatz (210 Meter) und das in 200 Meter Höhe zur Seeseite abstehende Restaurant ergänzt.
Eine gewölbte weiße Membranfläche aus Glasfasergewebe schließt den Luftraum des V-förmigen Grundrisses zur Landseite ab. Diese 14.000 Quadratmeter große, 200 Meter hohe und 50 Meter breite Fläche war eine besondere Herausforderung für die Konstrukteure. Die innere und äußere Membrane dienen zur thermischen Isolation, außerdem wird sie nachts als Projektionsfläche für Lichtspiele genutzt.
Damit die Gäste dieses architektonisch einzigartigen Hotels nicht durch winderregte Schwingungen gestört werden, wurde die Stahlstruktur mit Schwingungstilgern ausgerüstet. Hierbei handelt es sich um pendelnd aufgehängte, elektronisch überwachte Schwingmassen, die in die Gebäudestruktur integriert wurden und selbst kleinste Schwingungen des Gebäudes dämpfen. Hierdurch werden tieffrequente Schwingungen, die beim Menschen zu Unwohlsein führen können, beseitigt.
Der Bauherr Scheich Muhammad bin Raschid Al Maktum, seit 2006 Emir von Dubai und Verteidigungsminister der Vereinigten Arabischen Emirate, soll von Experten geschätzte 1,5 Milliarden US-Dollar für dieses Projekt ausgegeben haben. Genaue Angaben wurden offiziell nie veröffentlicht.
Die Eröffnung wurde am 1. Dezember 1999 gefeiert.

## Ausstattung

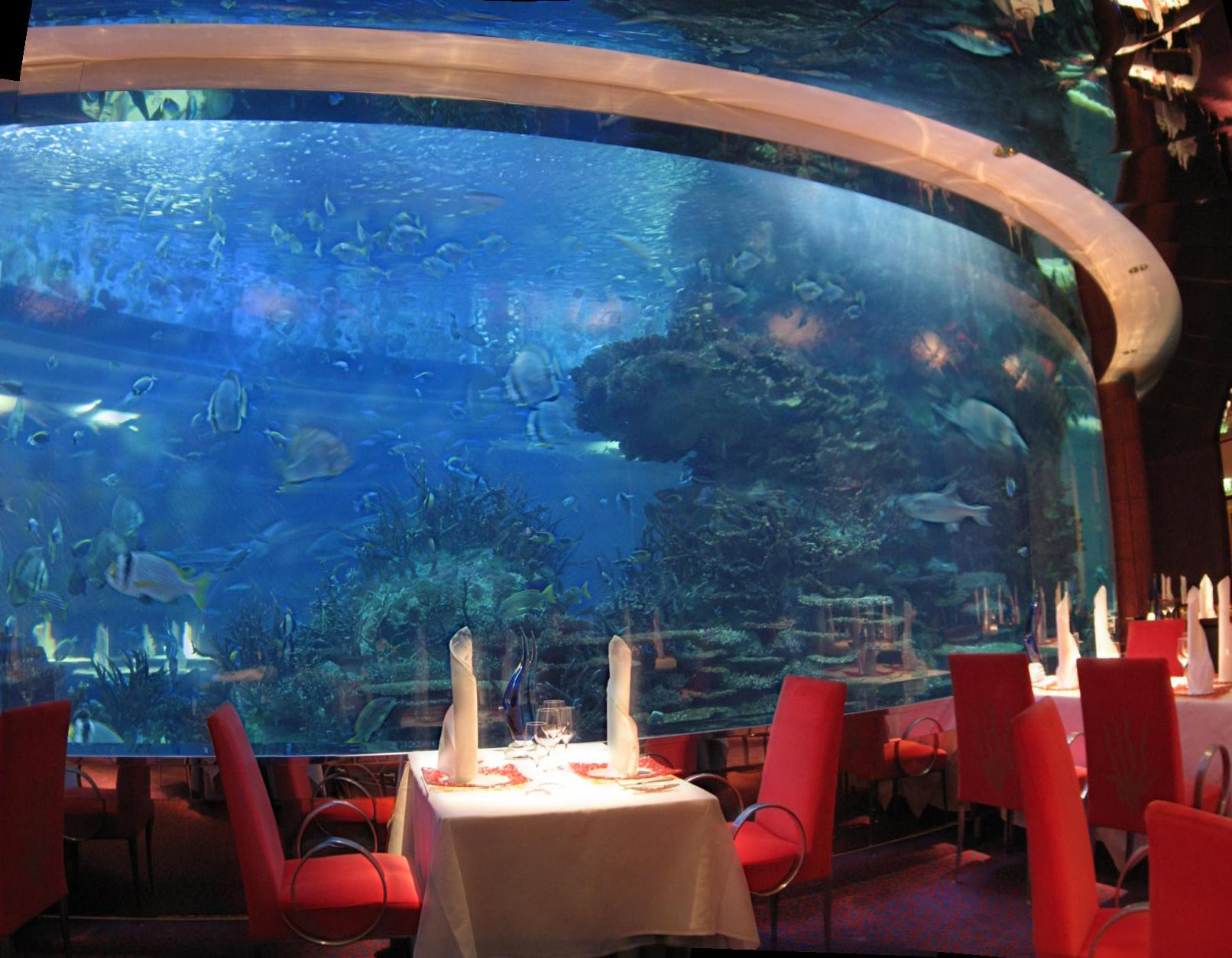
Das Al-Mahara-Restaurant

Das Burj al Arab wird häufig von der Presse als 7-Sterne-Hotel bezeichnet. Offiziell trägt es nur fünf Sterne, weil damit die bisherige Kategorisierung endet.
Dennoch ist die Ausstattung weitaus großzügiger als es für fünf Sterne erforderlich wäre, und bis zur Eröffnung des Emirates Palace Hotel in Abu Dhabi 2005 wurde der Burj al Arab überwiegend als luxuriösestes Hotel der Welt angesehen: Die 202 Zimmer sind ausschließlich Suiten mit einer Größe zwischen 169 und 780 Quadratmetern. Die „kleinen“ Suiten (169 Quadratmeter) bestehen aus zwei Etagen. In der unteren befindet sich ein Wohnzimmer mit Esstisch für vier Personen und eine Bar sowie eine Büroecke, in der der Check-in mit dem Butler durchgeführt wird. Eine Treppe führt in die obere Etage mit Ankleideraum und Schlafzimmer, wo ein King-Size-Bett steht und ein luxuriöses Badezimmer mit Whirlpool untergebracht ist.
Für alle Gäste stehen für den Transfer Rolls-Royce (verschiedene Modelle), BMW mit Chauffeur sowie Hubschrauber zur Verfügung.
Während der heißen Sommermonate gibt es meist Sonderpreise, da ein Großteil der üblichen Gäste ausbleibt. Die acht Hotelrestaurants und Bars zeichnen sich durch ihre individuellen Stile aus: Um das im Erdgeschoss gelegene Al Mahara zu betreten, wird für den Besucher im Aufzug dorthin eine dreiminütige U-Bootfahrt simuliert. Das Innere des Al Mahara wird von einem riesigen Meeresaquarium beherrscht, um das die Tische arrangiert sind. Das Al Muntaha ragt in 200 Metern Höhe auf der Seeseite aus dem Gebäude hervor und bietet einen Blick über den Persischen Golf und The Palm, Jumeirah. Weitere zwei Stockwerke darüber befindet sich auf der Landseite eine Plattform, die als Hubschrauberlandeplatz verwendet wird und für eine Werbetour als Tennisplatz diente. Zur Dekoration der Innenbereiche wurden 8.000 Quadratmeter Blattgold verarbeitet. In der Lobby befinden sich neben weich getufften Teppichen mehrere Springbrunnen und Kaskaden. Um von der Rezeption in die eigentliche Lobby zu gelangen, nutzt man Rolltreppen. Diese führen an zwei je drei Meter hohen Aquarien entlang, in denen sich Korallenriffe befinden.
In der 18. Etage befindet sich der Pool- und Spabereich. Alle Einrichtungen wie Pool, Spa und großes Fitnessstudio sind in identischer Ausstattung und Größe zweimal vorhanden, gemäß arabischem Sittenkodex einmal für Männer und einmal für Frauen. Der Bereich für Männer darf jedoch von Frauen mitbenutzt werden. Der Indoor-Pool hat eine Aussicht auf das wellenförmige Jumeirah Beach Hotel, den Wild Wadi Water Park und Dubai the World. Die Benutzung dieses öffentlichen, viel besuchten Wasserparks ist für Hotelgäste kostenfrei.
Das Hotel hat auf der Seeseite im Erdgeschoss zusätzlich einen Außenpool. Der Pool wird im Sommer gekühlt, damit das Baden trotz der hohen Außentemperaturen eine Erfrischung ist, im Winter ist er beheizt. Außerdem gibt es vom Außenpool einen Pendelbetrieb mit Golfwagen zum hoteleigenen Strand, der sich 200 Meter entfernt gegenüber vom Hotel befindet. Die Gäste können somit direkt von ihrem Zimmer in Badekleidung zum Strand gelangen, ohne die Lobby durchqueren zu müssen.